# شهرستان خدابنده
شهرستان خدابنده یکی از شهرستان‌های استان زنجان ایران است. مرکز این شهرستان، شهر قیدار است. مردم شهرستان خدابنده به زبان‌ ترکی آذربایجانی صحبت می‌کنند.
شهرستان خدابنده در گذشته به خمسه یا یکی از قطب‌های پنجگانه کشت محصولات کشاورزی مانند گندم و جو شهرت داشته‌است.
علاوه بر این بسیاری از مردم این شهرستان مشغول تولید محصولات کشاورزی، دامی و لباس هستند و سالانه تعداد فراوانی از این محصولات راهی بازارهای هدف می‌شود.

## موقعیت جغرافیایی
شهرستان خدابنده با وسعتی برابر ۵٬۱۵۱ کیلومتر مربع در جنوب استان زنجان، دومین شهرستان پهناور شمال غرب کشور و یکی از بزرگ‌ترین شهرستان‌های شمال غرب کشور است. موقعیت جغرافیایی آن بین طول شرقی ۴۸ درجه و ۳۵ دقیقه، و عرض شمالی ۳۶ درجه و ۷ دقیقه قرار دارد.
این شهرستان از شمال تا شمال غربی با شهرستان ایجرود، از شمال شرقی با شهرستان سلطانیه، از شرق با شهرستان‌های ابهر و خرمدره، از سمت شرق با شهرستان آوج استان قزوین، از غرب با شهرستان بیجار استان کردستان و از جنوب با شهرستان‌های رزن و کبودرآهنگ استان همدان همسایه است.

## آب و هوا
آب و هوای شهرستان خدابنده معتدل کوهستانی است و با توجه به شرایط خاص کوهستانی، می‌توان آب و هوای آن را اقلیم معتدل کوهستانی نیز به‌شمار آورد.
خصوصیات این آب و هوا، زمستان‌هایی سرد و تابستان‌های معتدل دارد؛ گرمای شدید دره‌ها در تابستان و اعتدال آن‌ها در زمستان و بر عکس سرمای شدید مرتفعات در زمستان و اعتدال آن در تابستان است.
آلودگی هوا در این منطقه با توجه میزان بارش برف و باران متوسط به بالا و نبود شهرک‌های صنعتی‌های مؤثر در آلودگی هوا تقریباً خیلی کم است و از نظر آب و هوا در دسته کاملاً سالم قرار دارد.

## تقسیمات کشوری
شهرستان خدابنده در تاریخ ۴ مرداد ۱۳۴۸ در استان زنجان تشکیل شد و مستقل گردید. این شهرستان ۵ بخش، ۱۱ دهستان و ۷ شهر دارد:

### شهرستان خدابنده
| بخش      | مرکز بخش | جمعیت بخش ۱۳۹۵ | نام دهستان    | مرکز دهستان | جمعیت دهستان ۱۳۹۵ | شهر                       | جمعیت شهر ۱۳۹۵                           |
| -------- | -------- | -------------- | ------------- | ----------- | ----------------- | ------------------------- | ---------------------------------------- |
| مرکزی    | قیدار    | ۷۹٬۰۸۳ نفر     | خرارود        | محمودآباد   | ۱۷٬۳۹۶ نفر        | قیدار سهرورد نوربهار کرسف | ۳۴٬۹۲۱ نفر ۶٬۹۹۱ نفر ۳٬۶۴۴ نفر ۳٬۰۸۳ نفر |
| مرکزی    | قیدار    | ۷۹٬۰۸۳ نفر     | کرسف          | کرسف        | ۱۲٬۶۶۶ نفر        | قیدار سهرورد نوربهار کرسف | ۳۴٬۹۲۱ نفر ۶٬۹۹۱ نفر ۳٬۶۴۴ نفر ۳٬۰۸۳ نفر |
| مرکزی    | قیدار    | ۷۹٬۰۸۳ نفر     | سهرورد        | سهرورد      | ۳۸۲ نفر           | قیدار سهرورد نوربهار کرسف | ۳۴٬۹۲۱ نفر ۶٬۹۹۱ نفر ۳٬۶۴۴ نفر ۳٬۰۸۳ نفر |
| بزینه‌رود | زرین‌رود  | ۴۲٬۲۴۹ نفر     | زرینه‌رود      | زرین‌رود     | ۲۷٬۹۷۰ نفر        | زرین‌رود                   | ۹٬۳۱۴ نفر                                |
| بزینه‌رود | زرین‌رود  | ۴۲٬۲۴۹ نفر     | بزینه‌رود      | کهلا        | ۱۲٬۷۶۵ نفر        | زرین‌رود                   | ۹٬۳۱۴ نفر                                |
| سجاس‌رود  | سجاس     | ۲۶٬۹۶۵ نفر     | سجاس‌رود       | چوزک        | ۱۴٬۷۰۰ نفر        | سجاس                      | ۷٬۰۳۷ نفر                                |
| سجاس‌رود  | سجاس     | ۲۶٬۹۶۵ نفر     | آق‌بلاغ        | آقبلاغ سفلی | ۵٬۲۲۸ نفر         | سجاس                      | ۷٬۰۳۷ نفر                                |
| دوتپه    | دوتپه    | ۱۴٬۸۵۶ نفر     | توپقره        | توپقره      | ۸٬۰۶۲ نفر         | _                         | _                                        |
| دوتپه    | دوتپه    | ۱۴٬۸۵۶ نفر     | حومه          | آقچه قیا    | ۶٬۷۹۴ نفر         | _                         | _                                        |
| افشار    | گرماب    | ۱۲٬۴۲۴ نفر     | شیوانات       | گرماب       | ۶٬۷۷۸ نفر         | گرماب                     | ۳٬۸۲۳ نفر                                |
| افشار    | گرماب    | ۱۲٬۴۲۴ نفر     | قشلاقات افشار | باش قشلاق   | ۱٬۸۲۳ نفر         | گرماب                     | ۳٬۸۲۳ نفر                                |

## جمعیت‌شناسی
بر پایه سرشماری عمومی نفوس و مسکن در سال ۱۳۹۵، جمعیت شهرستان خدابنده برابر با ۱۶۴٬۴۹۳ نفر بوده‌است.
زبان و دین:
اکثریت مردم این شهرستان، مسلمان و شیعه هستند و تعداد کمی نیز در سه روستای بخش سجاسرود به آیین اهل حق هستند. مردم خدابنده به زبان ترکی آذربایجانی صحبت می‌کنند.